# 蕭豫玟
蕭豫玟（2005年3月5日—）為臺灣女子籃球運動員，場上位置為中鋒。

## 生平
蕭豫玟的母親是越南人，父親身高186公分，母親163公分，蕭豫玟國小六年級身高已達175公分，就讀高雄光華國小六年級時是田徑校隊成員，主攻競走與跳高項目，在田徑場上被七賢國中教練唐敏華挖掘，國一開始接受正規籃球訓練，國二時收下JHBL國中籃球聯賽籃板后頭銜，2020年1月對上大倫國中抓下38個籃板改寫JHBL女子組紀錄，國三帶走JHBL籃板后與阻攻后殊榮。
蕭豫玟國中畢業後北上進入淡水商工。高一菜鳥球季場均表現為10.7分、12.6籃板。2022年2月對戰普門中學摘下32個籃板締造HBL高中籃球聯賽女子組新紀錄。高二留下16.9分、15.5籃板、2.4抄截、1.4阻攻的數據。2022年12月對上苗栗高商攻下個人生涯單場新高35分。高三場均25.8分、21.5籃板、2.7阻攻、2.3抄截，拿下籃板后與阻攻后。2023年3月在HBL冠軍戰繳出28分、29籃板助隊完成四連霸，個人獲選單場MVP。

## 國家隊
2022年9月蕭豫玟代表中華臺北征戰U18亞青女籃賽，對上日本一役繳出39分、15籃板的成績，效率值48，是2010年高颂之後再次有球員單場得分突破三十大關，對戰紐西蘭的比賽攻下20分、23籃板、4助攻、7抄截、3阻攻的表現，效率值45，是該屆唯一有兩場效率值超過四十的球員，最終共出賽6場，場均上場32分鐘，繳出19.2分、13.5籃板、1.7助攻、2.3抄截，抱走得分后與籃板后頭銜，並獲選為大會最佳五人。
2025年4月，蕭豫玟首次正選成人國家隊，代表參賽2025年亞洲盃女籃第二級東亞區資格賽。

## 外部連結
- 蕭豫玟的Instagram帳戶
- 蕭豫玟在fiba.basketball（英语）
- 蕭豫玟在Eurobasket.com（球員）（英语）
- 蕭豫玟在Flashscore（英语）